# اونسلو ستيرنز
اونسلو ستيرنز (بالإنجليزية Onslow Stearns) وهو سياسي أمريكي ينتمي إلى الحزب الجمهوري ولد اونسلو ستيرنز في 30 آب - أغسطس من سنة 1810 في ولاية ماساشوستس شغل ستيرنز منصب حاكم على ولاية نيوهامشير ما بين عامي 1869 إلى عام 1871 توفي اونسلو ستيرنز في 29 كانون الاول - ديسمبر من سنة 1878.